# Noble Sissle

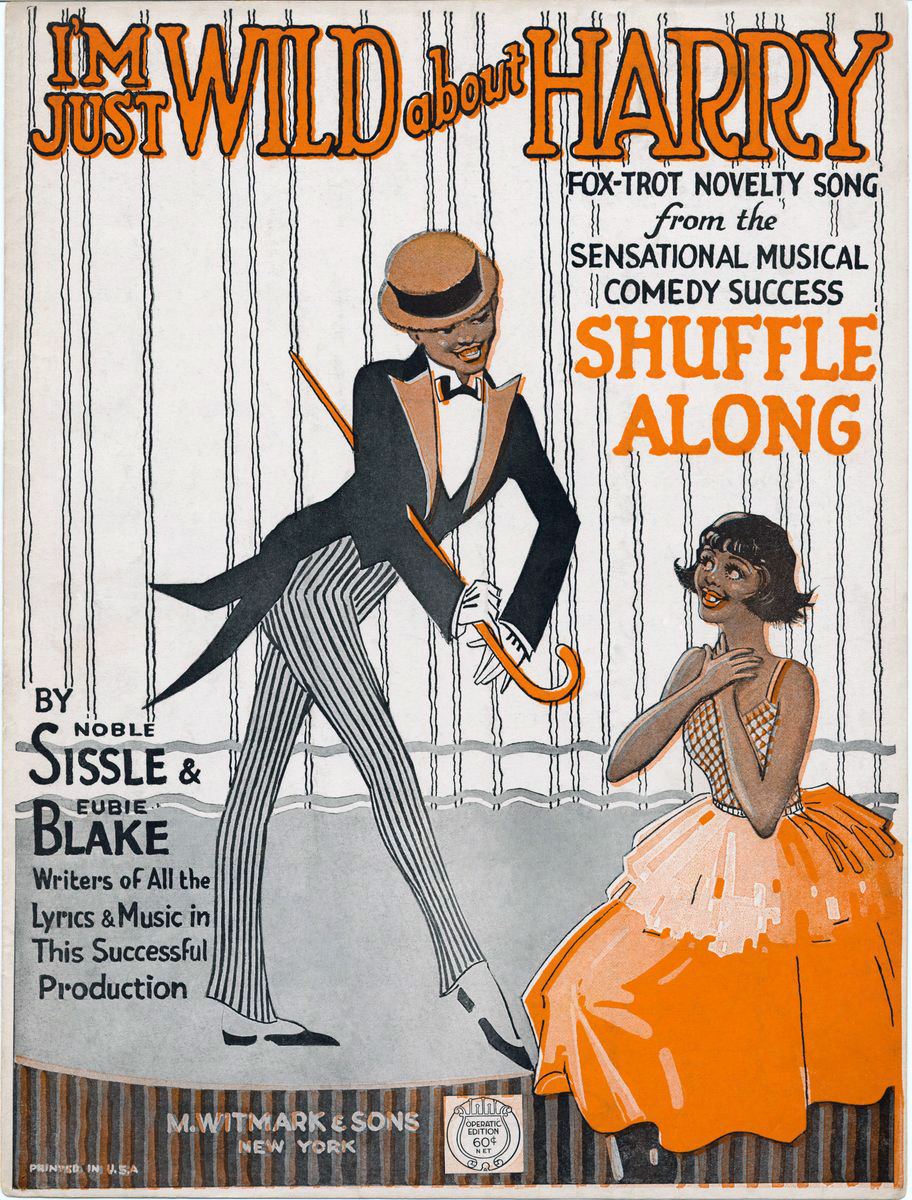
Ilustración de "I'm Just Wild About Harry", del musical Shuffle Along, de Noble Sissle y Eubie Blake, 1921

Noble Sissle (Indianápolis, Estados Unidos, 10 de julio de 1889 – Tampa, Florida, 17 de diciembre de 1975) fue un compositor de jazz, líder de banda y cantante de nacionalidad estadounidense. 

## Primeros años
De nombre completo Noble Lee Sissle, nació en Indianápolis, Indiana (Estados Unidos), siendo su padre, el reverendo George A. Sissle, pastor de la Simpson M. E. Chapel de dicha ciudad. Su madre, Martha Angeline Scott, era maestra de escuela y oficial de libertad condicional juvenil. De joven, Sissle cantaba en coros de iglesia, siendo solista en el coro de la high school en Cleveland, Ohio. Sissle estudió con una beca en la Universidad De Pauw en Greencastle (Indiana), pasando más adelante a la Universidad Butler en Indianápolis, antes de dedicarse a tiempo completo a la música.

## Carrera

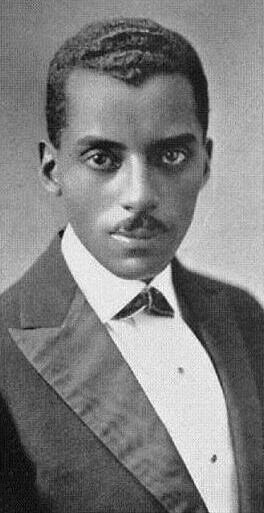
Noble Lee Sissle hacia 1920 (NYPL Digital Collection)

El 1 de octubre de 1918, Sissle ingresó en el Regimiento de Infantería 369 en Nueva York, donde ayudó al Teniente Jimmy Reese Europe a formar la banda de dicha Unidad. En el regimiento Sissle tocaba el violín y también el tambor mayor, en una banda que es considerada una de las formaciones más importantes de jazz de todos los tiempos. Sissle cantaba varios temas en el último disco grabado por la formación y que fue estrenado en marzo de 1919. Finalizada la Primera Guerra Mundial, dejó el ejército con el empleo de segundo teniente y se sumó a la versión civil de la banda dirigida por Europe. Poco después, el 9 de mayo de 1919, James Europe fue asesinado por un miembro de la banda en Boston, Massachusetts, dejando que Sissle, con la ayuda de su amigo Eubie Blake, se hiciera temporalmente con la dirección del grupo. Años antes, Sissle había entablado amistad con Blake, tras coincidir con él en Baltimore, Maryland en 1915 y habían seguido en contacto en los años de la guerra.
Sissle es conocido por su colaboración con el compositor de canciones Eubie Blake, formando ambos una pareja de artistas de vodevil y produciendo más tarde los musicales Shuffle Along y The Chocolate Dandies. Sissle es también famoso por ser el único artista afroamericano en aparecer en los archivos cinematográficos de Pathé.
Al poco de finalizar la Primera Guerra Mundial, Sissle formó con Blake un dúo musical de vodevil, "The Dixie Duo". Tras el vodevil, la pareja empezó a trabajar en la revista musical Shuffle Along, la cual incorporaba muchas canciones escritas por ellos, así como un libreto de Flournoy Miller y Aubrey Lyles. Cuando se estrenó en 1921, Shuffle Along se convirtió en el primer éxito musical representado en el circuito de Broadway escrito por y sobre afroamericanos. Sus musicales tenían además canciones de fama como "I'm Just Wild About Harry" y "Love Will Find a Way."
En 1923, Sissle rodó dos filmes para Lee De Forest con su sistema de sonido Phonofilm. Fueron Noble Sissle and Eubie Blake, en el cual se interpretaba la canción de Sissle y Blake "Affectionate Dan", y Sissle and Blake Sing Snappy Songs, en la que se oía "Sons of Old Black Joe" y "My Swanee Home". Blake hizo un tercer film en Phonofilm, en el cual interpretaba su composición "Fantasy on Swanee River". Las tres cintas se conservan en la colección Maurice Zouary de la Biblioteca del Congreso de Estados Unidos.
Sissle y su banda actuaton en 1930 en un corto British Pathétone filmado en el club Ciro de Londres, interpretando la composición de Walter Donaldson "Little White Lies", además de "Happy Feet," escrita por Jack Yellen y Milton Ager. En 1932, Sissle actuó junto a Nina Mae McKinney, los Hermanos Nicholas, y Eubie Blake en Pie, Pie Blackbird, un corto de Vitaphone estrenado por Warner Brothers.
En febrero de 1931, Sissle acompañó a Adelaide Hall al piano en el prestigioso Palace de Nueva York durante la gira de 1931/32 de la artista.
En 1954, la emisora radiofónica neoyorquina WEPN (AM), entonces propiedad de Loews Cineplex Entertainment, contrató a Sissle como disc jockey, radiando en su programa música de artistas afroamericanos.
Noble Sissle falleció en 1975 en Tampa, Florida, a los 86 años de edad. Había sido miembro de la fraternidad Alpha Phi Alpha.